# 평택시 을
평택시 을은 대한민국의 국회의원 선거구이다. 경기도 평택시의 일부 지역을 관할한다. 현직 국회의원은 더불어민주당의 이병진이다.

## 역사
1995년 1월, 송탄시와 평택시, 평택군이 통합하여 통합 평택시가 신설되었다. 이에 제15대 국회의원 선거를 앞두고 신설되었다.
제21대 국회의원 선거를 앞두고 비전1동을 평택시 갑 선거구로 보냈다.
제22대 국회의원 선거를 앞두고 신평동, 원평동, 용이동, 비전2동을 신설되는 평택시 병 선거구로 넘겼다.

## 관할 구역
| 대수      | 관할 구역                                                                                       |
| --------- | ----------------------------------------------------------------------------------------------- |
| 15대~16대 | 평택시 팽성읍, 고덕면, 오성면, 청북면, 포승면, 현덕면, 안중면, 신평동, 원평동, 비전1동, 비전2동 |
| 17대~18대 | 평택시 팽성읍, 안중읍, 고덕면, 오성면, 청북면, 포승면, 현덕면, 신평동, 원평동, 비전1동, 비전2동 |
| 19대~20대 | 평택시 팽성읍, 안중읍, 고덕면, 오성면, 청북면, 포승읍, 현덕면, 신평동, 원평동, 비전1동, 비전2동 |
| 21대      | 평택시 팽성읍, 안중읍, 포승읍, 청북읍, 고덕면, 오성면, 현덕면, 신평동, 원평동, 비전2동, 용이동  |
| 22대~     | 평택시 팽성읍, 안중읍, 포승읍, 청북읍, 고덕면, 오성면, 현덕면, 고덕동                           |

## 역대 국회의원
| 선거   | 정당 | 정당         | 의원   |
| ------ | ---- | ------------ | ------ |
| 1996년 |      | 자유민주연합 | 허남훈 |
| 2000년 |      | 새천년민주당 | 정장선 |
| 2004년 |      | 열린우리당   | 정장선 |
| 2008년 |      | 통합민주당   | 정장선 |
| 2012년 |      | 새누리당     | 이재영 |
| 2014년 |      | 새누리당     | 유의동 |
| 2016년 |      | 새누리당     | 유의동 |
| 2020년 |      | 미래통합당   | 유의동 |
| 2024년 |      | 더불어민주당 | 이병진 |

## 역대 선거 결과

### 대한민국 제15대 국회의원 선거
|  | 38.19% |

|  | 24.72% |

|  | 24.28% |

|  | 12.79% |

### 대한민국 제16대 국회의원 선거
|  | 35.85% |

|  | 33.67% |

|  | 24.81% |

|  | 5.65% |

### 대한민국 제17대 국회의원 선거
|  | 49.32% |

|  | 32.40% |

|  | 11.86% |

|  | 5.38% |

|  | 1.01% |

### 대한민국 제18대 국회의원 선거
|  | 48.14% |

|  | 42.05% |

|  | 8.15% |

|  | 1.64% |

### 대한민국 제19대 국회의원 선거
|  | 44.94% |

|  | 42.65% |

|  | 5.93% |

|  | 4.14% |

|  | 2.32% |

### 2014년 대한민국 재보궐선거
|  | 52.05% |

|  | 42.30% |

|  | 5.63% |

### 대한민국 제20대 국회의원 선거
|  | 40.54% |

|  | 33.51% |

|  | 23.61% |

|  | 2.33% |

### 대한민국 제21대 국회의원 선거
|  | 47.67% |

|  | 46.11% |

|  | 2.83% |

|  | 1.49% |

|  | 1.15% |

|  | 0.73% |

### 대한민국 제22대 국회의원 선거
|  | 54.23% |

|  | 45.76% |